# Jaime Córdoba
Jaime Córdoba (Cali, Valle del Cauca, Colombia; 7 de mayo de 1988) es un futbolista colombiano. Juega de volante central.

## Clubes
| Club                            | País     | Temporada   |
| ------------------------------- | -------- | ----------- |
| América de Cali                 | Colombia | 2007 - 2009 |
| Junior de Barranquilla (cesión) | Colombia | 2009        |
| América de Cali                 | Colombia | 2010        |
| Atlético Nacional (cesión)      | Colombia | 2010        |
| América de Cali                 | Colombia | 2011 - 2012 |
| Deportivo Pasto (cesión)        | Colombia | 2012        |
| América de Cali                 | Colombia | 2013        |
| Cúcuta Deportivo                | Colombia | 2013 - 2014 |
| Cortuluá                        | Colombia | 2015        |
| Rionegro Águilas                | Colombia | 2016        |
| Once Caldas                     | Colombia | 2017        |
| Olimpia                         | Honduras | 2018        |
| Cortuluá                        | Colombia | 2018        |
| Deportes Quindío                | Colombia | 2019        |
| Fiorentina Caquetá              | Colombia | 2022        |

## Estadísticas
| Club                       | Div.       | Temporada | Liga  | Liga  | Copa Nacional | Copa Nacional | Copa Internacional | Copa Internacional | Total | Total |
| Club                       | Div.       | Temporada | Part. | Goles | Part.         | Goles         | Part.              | Goles              | Part. | Goles |
| -------------------------- | ---------- | --------- | ----- | ----- | ------------- | ------------- | ------------------ | ------------------ | ----- | ----- |
| América de Cali · Colombia |            |           |       |       |               |               |                    |                    |       |       |
| 1.ª                        | 2007       | 14        | 0     | —     | —             | —             | —                  | 14                 | 0     |       |
| 1.ª                        | 2008       | 37        | 1     | 0     | 0             | 6             | 0                  | 43                 | 1     |       |
| 1.ª                        | 2009       | 11        | 0     | 3     | 0             | 0             | 0                  | 14                 | 0     |       |
| 1.ª                        | 2010       | 14        | 1     | 6     | 1             | —             | —                  | 20                 | 2     |       |
| 1.ª                        | 2011       | 23        | 2     | 3     | 0             | —             | —                  | 26                 | 2     |       |
| 2.ª                        | 2012       | 8         | 0     | 1     | 0             | —             | —                  | 9                  | 0     |       |
| 2.ª                        | 2013       | 18        | 0     | 6     | 0             | —             | —                  | 24                 | 0     |       |
| Total club                 | Total club | 125       | 4     | 19    | 1             | 6             | 0                  | 150                | 5     |       |

## Palmarés

### Torneos nacionales
| Título              | Equipo          | País     | Año  |
| ------------------- | --------------- | -------- | ---- |
| Torneo Finalización | América de Cali | Colombia | 2008 |